# Luana é de Lua
Luana é de Lua foi um reality show brasileiro sobre a vida de Luana Piovani que estreou no E! Entertainment Television no dia 25 de junho de 2019.

## Programa
O reality show conta a vida e as ideias de Piovani acerca de diversas questões como sexualidade, envelhecimentos, monogamia, fantasias sexuais, casamento, influenciadores digitais, empoderamento feminino e assédio, que contam com conversas com celebridades e especialistas acerca desses assuntos. Além disso, o programa fala da relação de Luana com a maternidade, família e seu divórcio com Pedro Scooby.
A primeira temporada conta com participação de famosos como Xuxa, Maria Flor, Victor Fasano, José Aldo, entre outros. Na primeira temporada, o programa conta com dez episódios, tendo uma segunda temporada encomendada pelo canal.
O programa teve uma temporada com dez episódios tendo seu último episódio exibido em 20 de agosto de 2019.